# Seweryn Łańcucki
Seweryn Tomasz Marian Łańcucki (ur. 1 lipca 1890 w Sieniawie, zm. 12 maja 1955) – pułkownik dyplomowany piechoty Wojska Polskiego, kawaler Orderu Virtuti Militari.

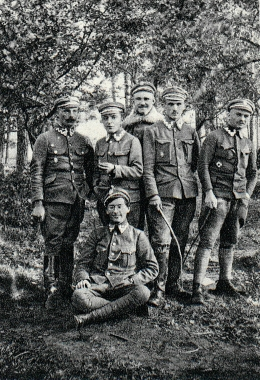
Seweryn Łańcucki (drugi z lewej) z grupą oficerów 22pp Legionów Polskich w 1916r.

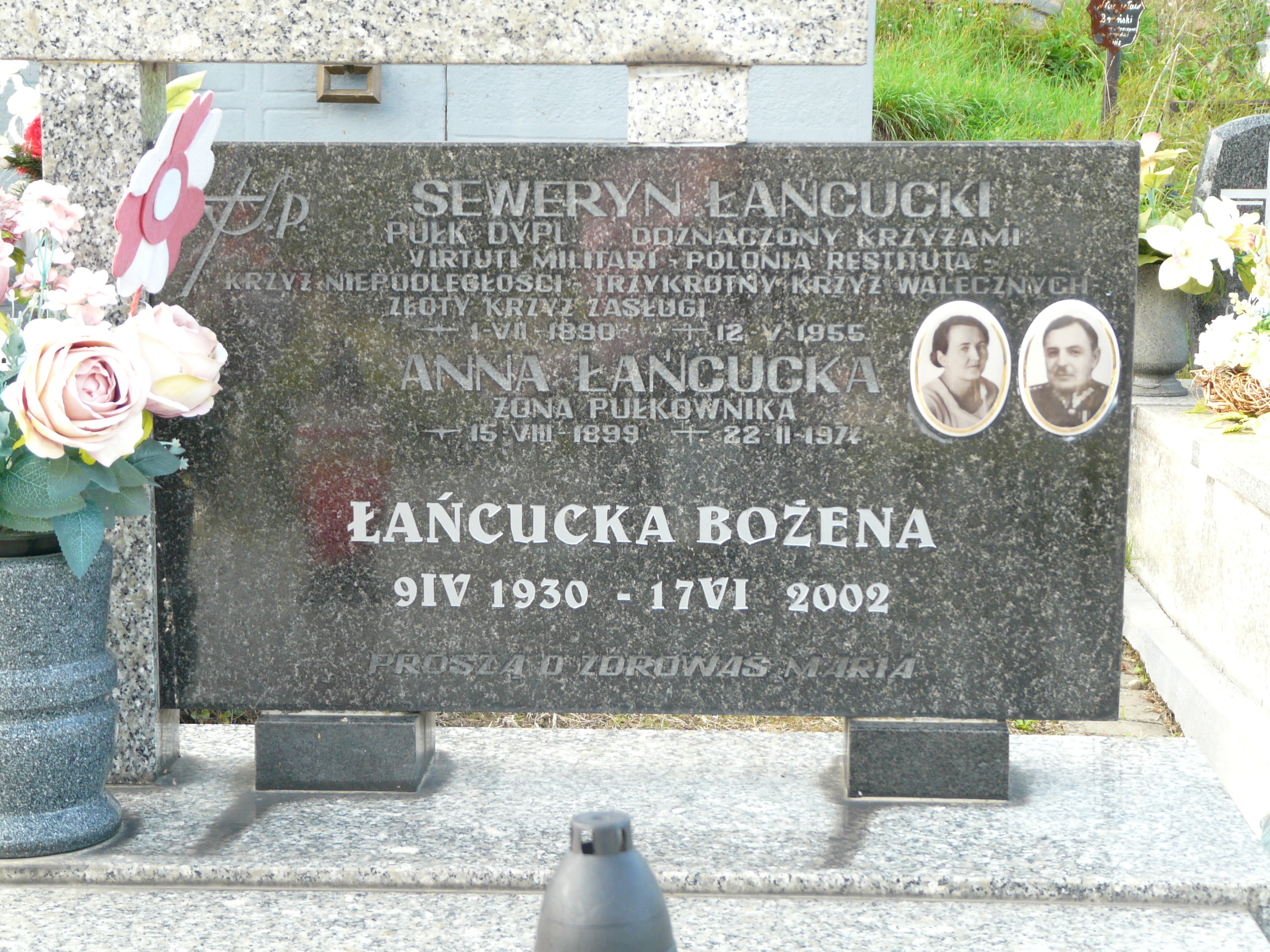
Seweryn Łańcucki, tablica nagrobna w Szymbarku

## Życiorys
Urodził się 1 lipca 1890 w Sieniawie, w rodzinie Adama (1857–1928) i Zofii Malwiny z Senkiewiczów (ur. 1864). Był członkiem Polowej Drużyny „Sokoła” w Sieniawie. W czasie I wojny światowej walczył w Legionach Polskich. Początkowo jako podoficer 15 kompanii IV batalionu 2 Pułku piechoty Legionów Polskich, a od wiosny 1916 roku oficer tego pułku. 24 września 1914 roku awansował na plutonowego, 1 kwietnia 1916 roku na chorążego.
W latach 1918–1922 był wykładowcą, dowódcą klasy ("7L", "9N", "17", "21" i "30"), dowódcą batalionu i dowódcą półbatalionu podchorążych w Szkole Podchorążych w Warszawie. 15 lipca 1920 roku został zatwierdzony z dniem 1 kwietnia 1920 roku w stopniu majora, w piechocie, w grupie oficerów byłych Legionów Polskich. Od 1 czerwca 1921 roku jego oddziałem macierzystym był 2 pułk piechoty Legionów. 3 maja 1922 roku został zweryfikowany w stopniu majora ze starszeństwem z dniem 1 czerwca 1919 roku i 446. lokatą w korpusie oficerów piechoty. W latach 1922–1924 był słuchaczem III Kursu Normalnego Wyższej Szkoły Wojennej w Warszawie. Z dniem 1 października 1924 roku, po ukończeniu kursu i uzyskaniu tytułu naukowego oficera Sztabu Generalnego, otrzymał przydział do Oddziału III Sztabu Generalnego w Warszawie. W czasie studiów, a następnie służby sztabowej pozostawał oficerem nadetatowym 10 pułku piechoty. 11 czerwca 1927 roku został przeniesiony do dowództwa 20 Dywizji Piechoty w Baranowiczach na stanowisko szefa sztabu. 23 stycznia 1928 roku awansował na podpułkownika ze starszeństwem z dniem 1 stycznia 1928 roku i 34. lokatą w korpusie oficerów piechoty. 23 grudnia 1929 roku otrzymał przeniesienie do 11 pułku piechoty w Tarnowskich Górach na stanowisko zastępcy dowódcy pułku. Wiosną 1931 wyznaczony został na stanowisko zastępcy komendanta Szkoły Podchorążych Piechoty w Ostrowi Mazowieckiej. Wiosną następnego roku objął dowództwo 71 pułku piechoty w Zambrowie. 26 stycznia 1935 roku awansował na pułkownika ze starszeństwem z dniem 1 stycznia 1935 roku i 2. lokatą w korpusie oficerów piechoty. Dowództwo pułku sprawował do 10 października 1937 roku. Następnie wyznaczony został na stanowisko dowódcy piechoty dywizyjnej 12 Dywizji Piechoty w Tarnopolu. Na tym stanowisku walczył w kampanii wrześniowej 1939 roku. Później pełnił służbę w Polskich Siłach Zbrojnych. 6 czerwca 1942 roku objął dowództwo II Oficerskiego Batalionu Szkolnego Brygady Szkolnej, a 30 grudnia 1942 roku mianowany został zastępcą komendanta Centrum Wyszkolenia Piechoty w Dunfermline. 18 maja 1943 roku został komendantem Centrum Wyszkolenia Służby Etapowej. Seweryn Łańcucki po powrocie do Polski starał się o etat w Wojsku Polskim, jednak władze ze względów politycznych nie przyjęły byłego oficera Polskich Sił Zbrojnych na Zachodzie. Zatrudnił się jako pracownik fizyczny w Polskich Kolejach Państwowych na stanowisku manewrowego na stacji we Wrocławiu, gdzie  uległ wypadkowi podczas pracy. Zmarł 12 maja 1955 roku, pochowany został w Szymbarku. 

## Ordery i odznaczenia
- Krzyż Srebrny Orderu Wojskowego Virtuti Militari nr 6988 (17 maja 1922)[17][18]
- Krzyż Niepodległości (24 października 1931)[19]
- Krzyż Oficerski Orderu Odrodzenia Polski (11 listopada 1936)[20][21]
- Krzyż Walecznych (trzykrotnie)
- Złoty Krzyż Zasługi (10 listopada 1928)[22]